# Millennium Challenge 2002
O Millennium Challenge 2002 (MC02) ("Desafio do Milênio 2002", em tradução literal) foi um grande exercício militar realizado pelas Forças Armadas dos Estados Unidos em meados de 2002. O exercício, ocorrido entre 24 de julho e 15 de agosto, custou US$250 milhões, envolvendo exercícios reais e simulações. O MC02 foi concebido para ser um teste da futura "transformação" militar — uma transição para novas tecnologias que possibilitariam uma guerra centrada na rede e que fornece comando e controle mais eficazes das armas e táticas atuais e futuras. As forças combatentes no simulado foram os Estados Unidos, chamados de Força "Azul", e um adversário desconhecido do Oriente Médio, a Força "Vermelha", com muitas linhas de evidência apontando que o lado vermelho seria uma representação do Irã.

## Restrições

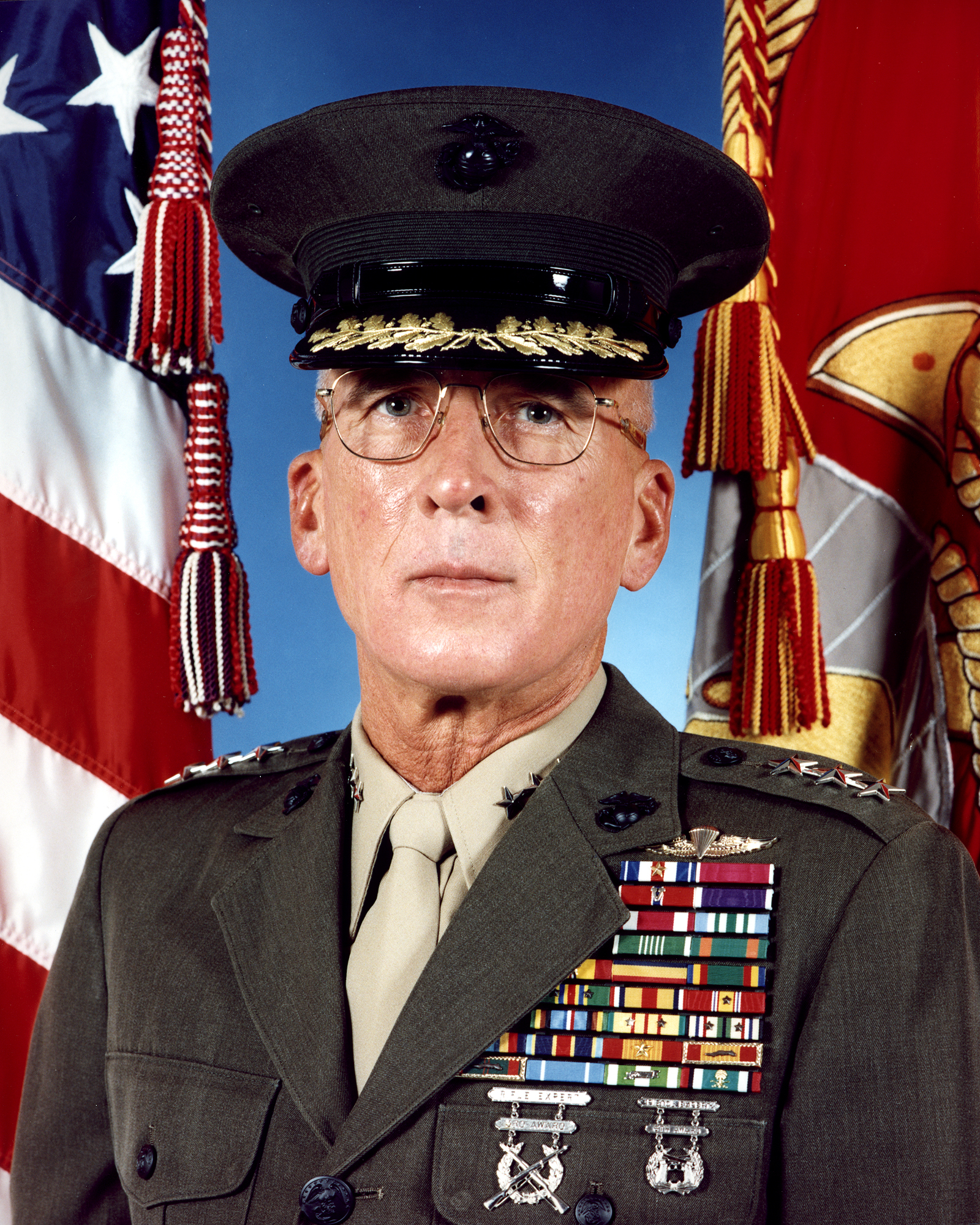
Tenente-General Paul Van Riper

Dado que o exercício militar permitia o desembarque de tropas terrestres de navio em algum ponto (desconhecido) durante os 14 dias, e como a força naval era substancial, a força foi posicionada na margem das pistas de navegação em atividade da região para que não impactassem o comércio durante o período do exercício. Isso os colocou muito próximos da costa Vermelha, e não a uma distância de segurança. A condução do exercício durante o tempo de paz também significou que havia um grande número de navios e aeronaves amigos/não alinhados na zona, restringindo o uso de sistemas de defesa automatizados e Regras de Engajamento mais cautelosas. As táticas dos Vermelhos aproveitaram ao máximo esses fatores e com grande efeito. 

## Atividade do exercício
A Força Vermelha, comandada pelo tenente-general aposentado do Corpo de Fuzileiros Navais dos Estados Unidos Paul K. Van Riper, adotou uma estratégia assimétrica, em particular, usando métodos antigos para fugir da sofisticada rede de vigilância eletrônica da Força Azul. Van Riper usou mensageiros de motocicleta para transmitir ordens às tropas da linha de frente e sinais de luz no estilo da Segunda Guerra Mundial para lançar aviões sem que houvesse comunicação por rádio. 
Os Vermelhos receberam um ultimato dos Azuis, um documento de rendição, exigindo uma resposta dentro de 24 horas. Assim, avisado da abordagem dos Azuis, os Vermelhos usaram uma frota de pequenas embarcações para determinar a posição da frota Azul no segundo dia do exercício. Em um ataque preventivo, os Vermelhos lançaram uma salva maciça de mísseis de cruzeiro que acabaram sobrecarregando os sensores eletrônicos das forças Azuis e destruindo dezesseis navios de guerra, incluindo um porta-aviões, dez cruzadores e cinco dos seis navios anfíbios. Um sucesso equivalente em um conflito real teria resultado na morte de aproximadamente mais de 20.000 oficiais. Logo após a ofensiva dos mísseis de cruzeiro, outra parte significativa da marinha dos Azuis foi "afundada" por uma armada de pequenos barcos Vermelhos, que executaram ataques convencionais e suicidas que capitalizaram a incapacidade dos Azuis em detectá-los de maneira adequada. 

## Suspensão do exercício e recomeço
Nesse ponto, o exercício foi suspenso, os navios Azuis foram "resgatados" e as regras de combate foram alteradas; isso foi justificado mais tarde pelo general Peter Pace, da seguinte forma: "Você me mata no primeiro dia e eu fico ali sentado pelos 13 dias seguintes sem fazer nada, ou você me coloca de volta à vida e obtém mais 13 dias de experimentos. Qual é a melhor maneira de fazer?". Após a redefinição, os dois lados receberam ordens para seguir planos de ação predeterminados. 
Depois que os exercícios foram reiniciados, seus participantes foram forçados a seguir um roteiro elaborado para garantir uma vitória da Força Azul. Entre outras regras impostas por esse roteiro, a Força Vermelha recebeu ordem de ligar seu radar antiaéreo para que eles fossem destruídos, e não foi permitido que derrubassem nenhuma das aeronaves que traziam tropas da Força Azul para terra. Van Riper também afirmou que os oficiais do exercício lhe negaram a oportunidade de usar suas próprias táticas e ideias contra os Azuis, e que eles também ordenaram que os Vermelhos não usasse certos sistemas de armas contra o Azul e até ordenaram que a localização de unidades Vermelhas fossem reveladas.

## Resultados
Isso levou à acusações de que o exercício militar havia se transformado de um teste honesto, aberto e livre das capacidades de combate dos EUA, em um exercício rigidamente controlado e com um roteiro destinado a terminar com uma vitória esmagadora dos EUA, com alguns alegando que "US$250 milhões foram desperdiçados". Van Riper foi extremamente crítico em relação à natureza do novo exercício e renunciou ao exercício no meio de sua realização. Van Riper afirmou posteriormente que o vice-almirante Marty Mayer alterou a objetivo para reforçar a doutrina existente e as noções de infalibilidade nas forças armadas dos EUA, ao invés de usá-la como uma experiência de aprendizado. 
Van Riper também afirmou que o exercício foi fraudado para que parecesse validar os conceitos modernos de guerra conjunta que supostamente estariam sendo testados. Ele foi citado no documentário The Perfect War (2004), do ZDF e New York Times, como dizendo que o que viu no MC02 repetia a mesma visão promovida pelo Departamento de Defesa dos Estados Unidos sob a gestão Robert McNamara antes e durante a Guerra do Vietnã, a saber, que as forças armadas dos EUA não poderiam e não seriam derrotadas. 
Respondendo às críticas de Van Riper, o vice-almirante Mayer, responsável pelo exercício e encarregado de desenvolver os conceitos e requisitos conjuntos das Forças Armadas, declarou:
| “                            | O Gen. Van Riper aparentemente sente que estava sendo muito constrangido. Eu só posso dizer haviam certas partes onde ele não foi constrangido, e então haviam partes onde ele estava encarregado de facilitar a condução do experimento e de certas peças do exercício que estavam sendo feitas. | ” |
| — Vice-Almirante Marty Mayer | |   |

O capitão da Marinha John Carman, porta-voz do Comando das Forças Armadas, afirmou que o exercício validou adequadamente todos os principais conceitos testados pela Força Azul, ignorando as restrições impostas à Força Vermelha de Van Riper que os levaram ao sucesso. Com base nessas descobertas, Carman declarou que as recomendações baseadas no resultado do exercício em áreas como doutrina, treinamento e aquisição seriam encaminhadas ao general Richard Myers, então presidente do Estado-Maior Conjunto dos Estados Unidos.